# Maieru
Maieru (deutsch Maier, ungarisch Major) ist eine Gemeinde im Norden Siebenbürgens im Kreis Bistrița-Năsăud in Rumänien.

## Geschichte
Die erste urkundliche Erwähnung erfolgte 1440. Mit den anderen Teilen Siebenbürgens gehörte Maieru bis 1919 und danach von 1940 bis 1944 zu Ungarn, von 1919 bis 1940 und seit 1944 gehört es zu Rumänien. Im Mittelalter wurde die Gemeinde von Rumänen bewohnt, zu österreich-ungarischer Zeit bestand die Bevölkerung mehrheitlich aus Rumänen. In der Volkszählung von 1910 wurden 3125 Einwohner gezählt. Bis 1992 war die Einwohnerzahl auf 7186 angewachsen.

## Söhne und Töchter des Ortes
- Liviu Rebreanu (1885–1944), Schriftsteller; verbrachte seine Kindheit in Maieru
- Maria Cioncan (1977–2007), Leichtathletin
- Emil Mălin Boșca (1914–1976),[3] Richter, Journalist, Gegner der kommunistischen Diktatur